# Бугатто, Дзанетто
Дзанетто Бугатто, Дзанетто Бугатти (итал. Zanetto Bugatto, Zanetto Bugatti; 1440, Милан — 1476, Павия или Милан) — малоизвестный итальянский живописец эпохи Возрождения периода кватроченто ломбардской школы. Художник умер молодым и успел сделать немного. Работал при герцогском дворе в Милане.

## Биография и творчество
О жизни художника известно мало. С 1458 года его личность документирована в реестрах строительства Миланского собора, а также при дворе миланского герцога Франческо I Сфорца в качестве портретиста. Бугатто также, вероятно, автор портрета дочери герцога Ипполиты Сфорца, упомянутого в письме Франческо к его жене Бьянке Марии Висконти от 1460 года.
Именно по просьбе герцогини его отправили в 1460 году совершенствоваться в мастерскую Рогира ван дер Вейдена в Брюсселе, где он оставался до 1463 года; в 1465 году он вместе с Джакомо да Лоди занимался оценкой фресок Джакомо Висмара и братьев Дзаваттари в пресбитерии церкви Сан-Винченцо в Прато. В 1468 году он совершил ещё одно путешествие, на этот раз во Францию: при дворе Людовика XI изобразил юную Бону ди Савойю, будущую жену Галеаццо Марии Сфорца, сына Франческо.
В последующие годы художник выполнял ряд заказов для герцогской семьи: в 1472 году он работал с Бонифачо Бембо и Леонардо Понцони в церкви Санта-Мария-делле-Грацие недалеко от Виджевано, а в следующем году он был занят в церкви Сан-Чельсо и, следовательно, после 1474 года снова с Бонифачо Бембо и Винченцо Фоппа в герцогской капелле замка Павии.
Источники пятнадцатого века также свидетельствуют о его деятельности в качестве медальера: в 1470 и 1473 годах он был автором рисунков профилей герцога Галеаццо Мария Сфорца для монет и медалей, которые использовал ювелир Маттео да Чивате.
Последним начинанием художника является роспись, выполненная совместно с Винченцо Фоппой, Костантино да Ваприо, Джакомо Висмара и Бембо, с «Историями жизни Христа» во францисканской церкви Сан-Джакомо в Павии (1476, росписи не сохранились). 
Художник умер в молодом возрасте. Только две работы с определённой долей уверенности приписываются Дзанетто: «Святой Иероним» (Академия Каррара в Бергамо) и «Мадонна с Младенцем» (Фонд Каньола алла Гадзада, 1470).
На творчество Дзанетто Бугатто повлияли художники Северного Возрождения, такие как Рогир ван дер Вейден, Андреа Мантенья и Жан Фуке, с которыми он познакомился во время своих путешествий. Исследователи также отмечают сходство работ Бугатто с произведениями сицилийского художника Антонелло да Мессины, который работал в Неаполе под влиянием нидерландской живописи. Известно также письмо миланского герцога Галеаццо Мария Сфорца своему послу в Венецию от марта 1476 года с просьбой в связи со смертью Дзанетто Бугатто, который по его словам «изображал с натуры с редкостным совершенством», иметь у себя столь же совершенного живописца. Речь шла о приглашении в Милан находившегося тогда в Венеции Антонелло да Мессины. Однако 26 декабря того же года герцог был убит заговорщиками.
Именем Бугатто названа улица в Милане.

## Галерея

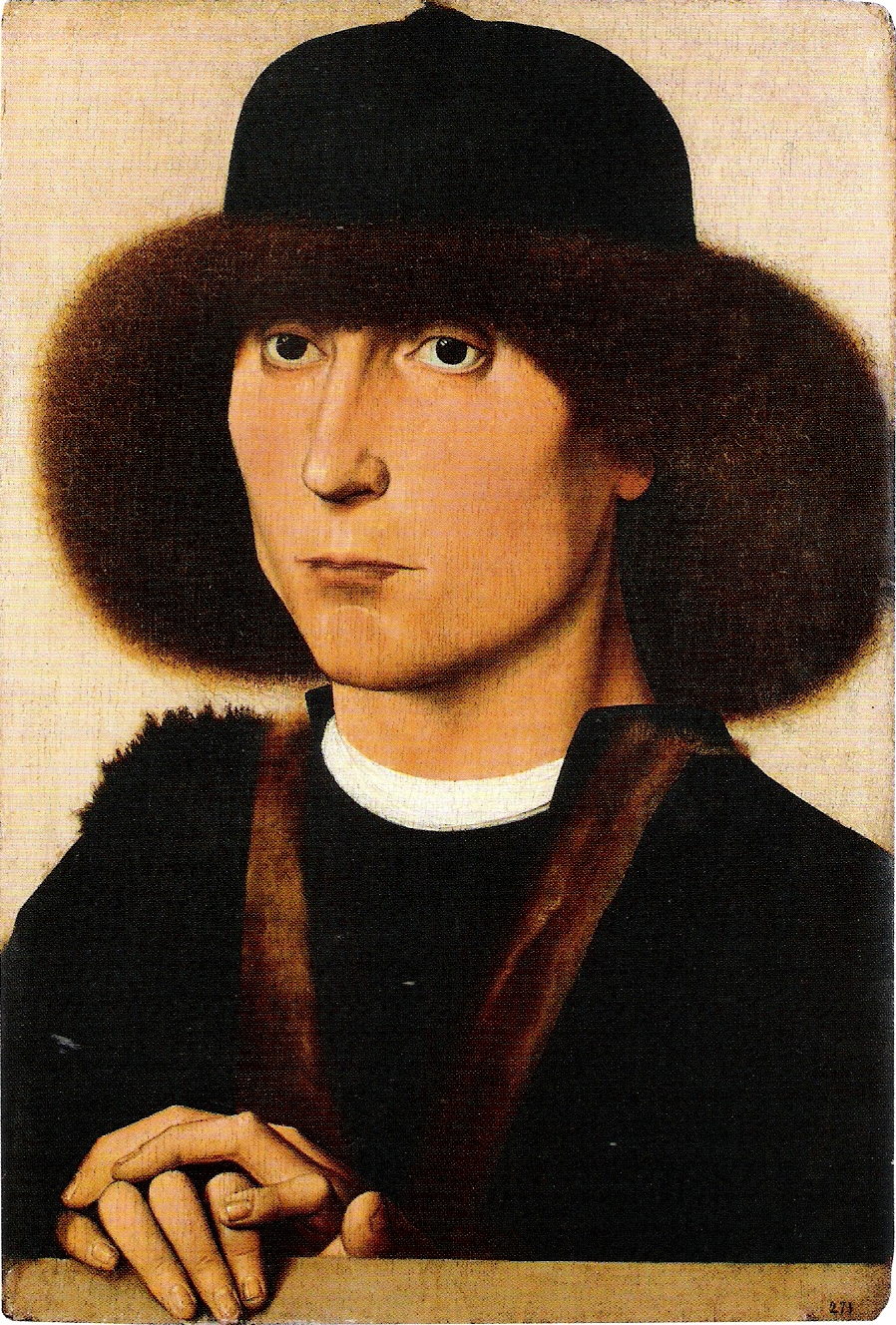
Mужской портрет. Ок. 1468. Дерево, масло. Шатору, Франция. Музей
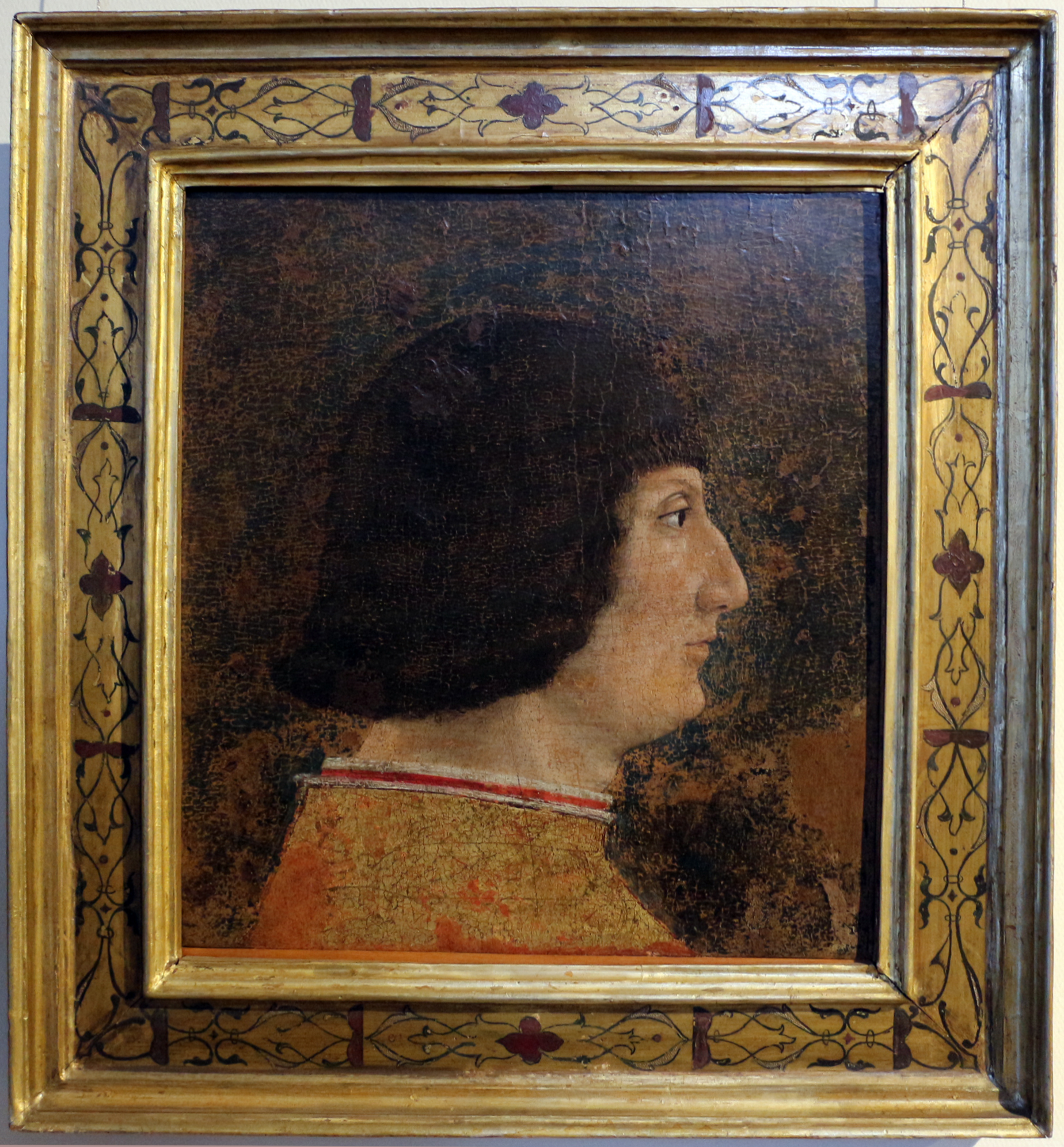
Портрет Галеаццо Мария Сфорца. 1474—1476. Кастелло Сфорцеско, Милан
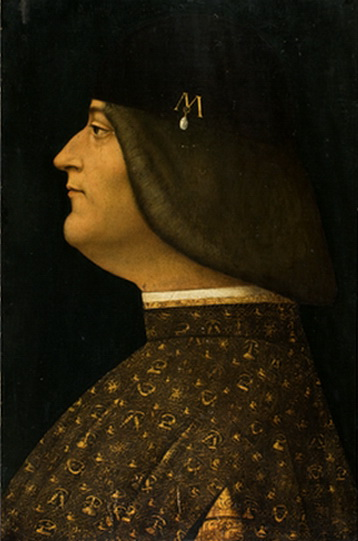
Портрет герцога Лодовико Сфорца иль Моро (приписывается)
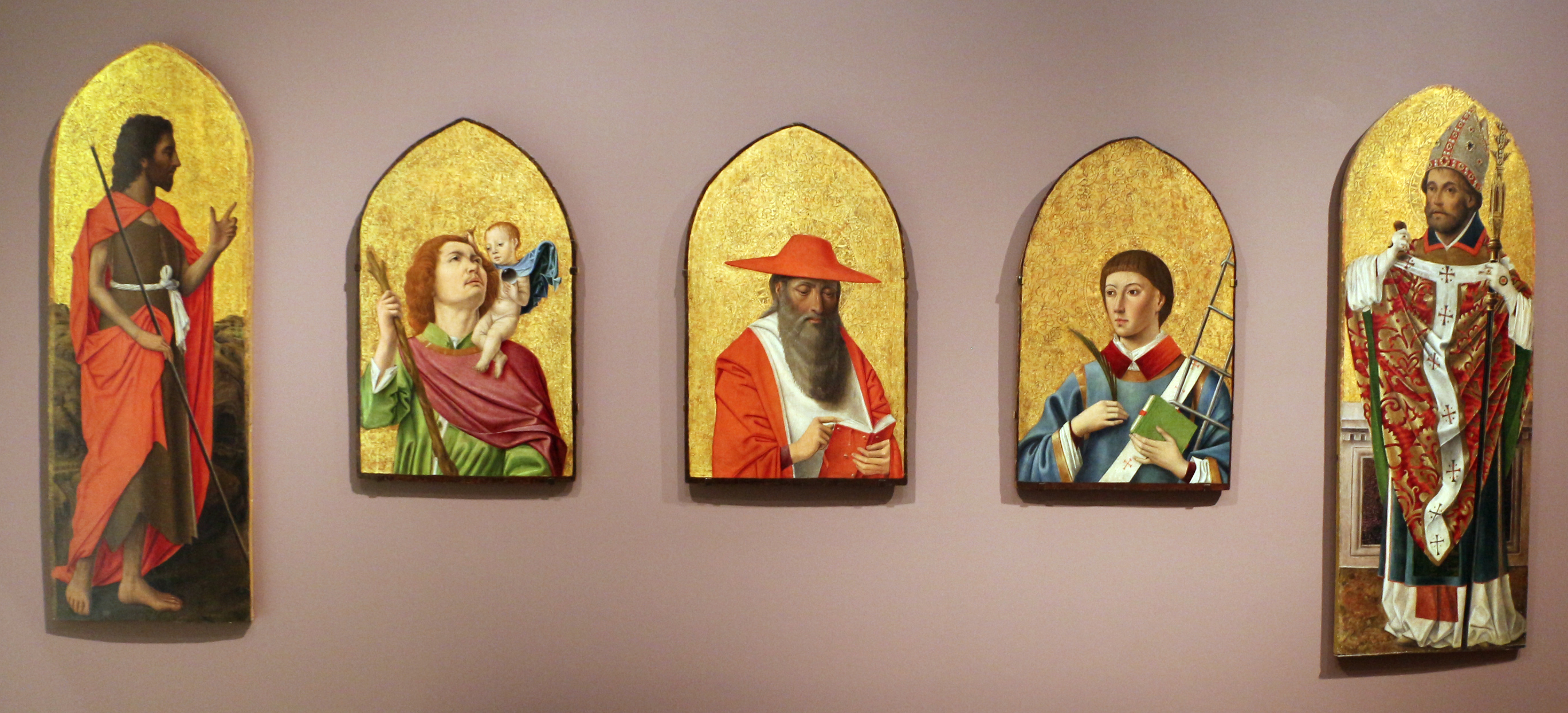
Пять святых. 1470—1475. Полиптих. Художественный музей Дж. Спида, Луисвилл, Кентукки. США
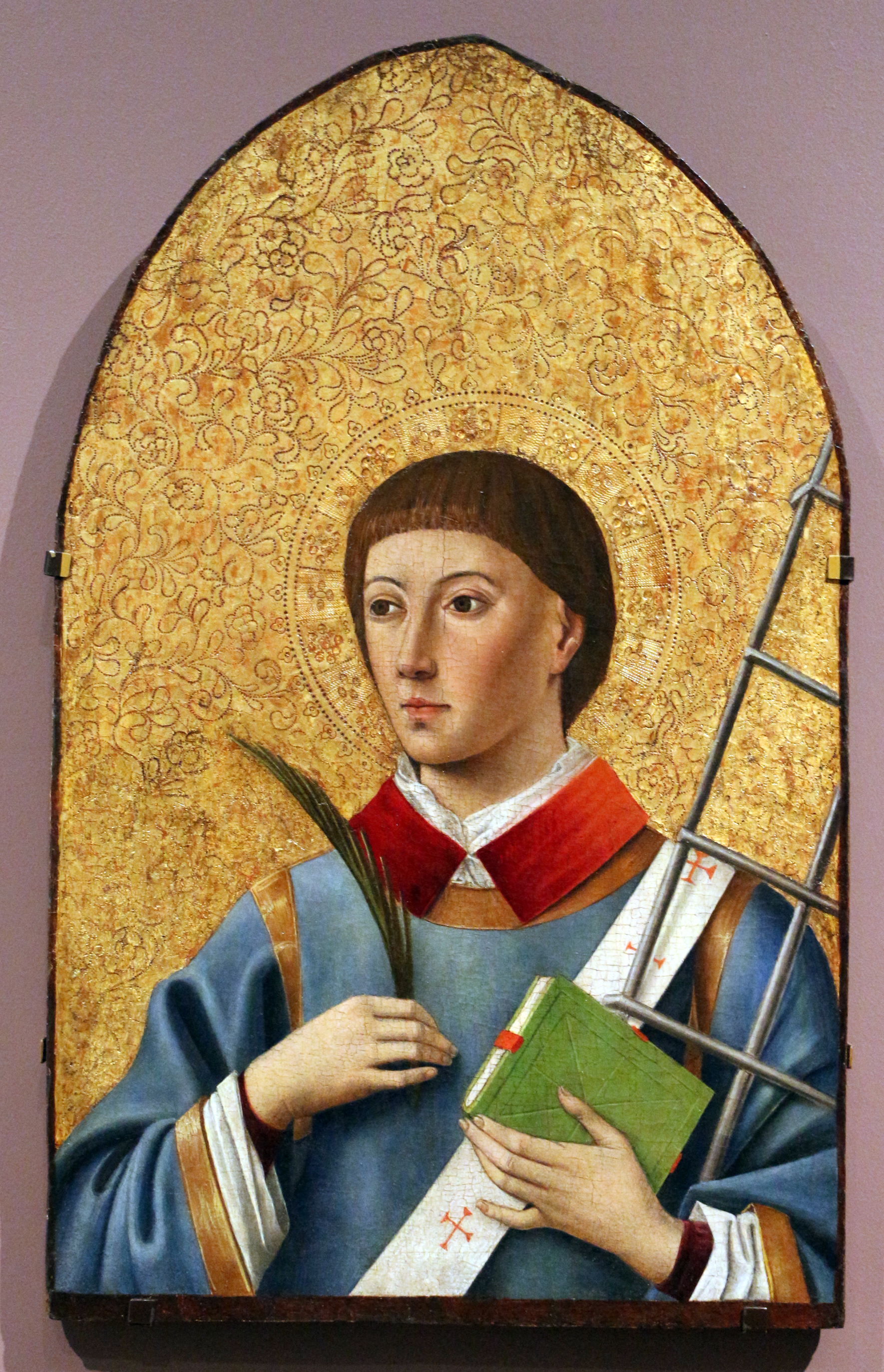
Святой Лаврентий. 1470—1475. Деталь полиптиха «Пять святых»